# ألبوم مباشر

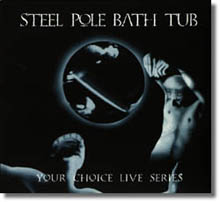

الألبوم المباشر هو ألبوم يحتوي على تسجيلات من حفلات غنائية مثل بعض تسجيلات كوكب الشرق أم كلثوم، يعرف الألبوم المباشر أيضا باسم «تسجيل حفلة».